# The Sound of The Smiths
The Sound of The Smiths en español El Sonido de Los Smiths es el octavo álbum recopilatorio de la banda británica de indie The Smiths, lanzado el 10 de noviembre de 2008. Está disponible en los formatos CD y digital, y en versión estándar de dos discos, y en edición de lujo con cuatro.Morrissey está acreditado como autor del título de la recopilación, mientras que Johnny Marr estuvo relacionado con el proyecto de mastering.

## Contexto
Morrisey fue el encargado de titular el álbum y de escoger las canciones y el orden en que aparecerían, mientras que Marr fue quien supervisó la remasterización de los temas.
El álbum fue lanzado el 10 de noviembre de 2008, en dos versiones. La estándar 26 canciones, y la deluxe de 45. Todas las canciones se grabaron entre 1983 y 1987, y pertenecen a los álbumes The Smiths (1984), Hatful of Hollow (1984), Meat is Murder (1985), The Queen is Dead (1986), Louder Than Bombs (1987), Strangeways, Here We Come (1987) y Rank (1988), además de los sencillos publicados en ese rango de tiempo, versiones en vivo no publicadas y rarezas.

### Contenido
El primer disco contiene las canciones más afamadas del grupo, incluyendo todos los lados A de sus sencillos.
El segundo disco, por su parte contiene versiones en vivo, versiones alternativas de sencillos y los lados B de las canciones que aparecen en el primer disco. 
Del contenido se expresó Tom Ewing de Pitchfork, cuando afirmó que si bien el primer disco es completamente armónico y emocional, el segundo, por querer hacer de todo a la vez se siente desordenado y soso.

### Portada
Las fotografías de las ediciones estándar y de lujo fueron tomadas por el fotógrafo Tom Sheehan, en 1984.

## Lista de canciones
- El lanzamiento de iTunes del deluxe la edición incluye el Anillo de Goma "de pistas de bonificación" (cuando pista 14) y "El Draize Tren" (cuando pista 18) encima CD 1.
- Además, la edición de iTunes de la versión de disco solo incluye "What She Said (cuando pista 10) como Mano de plus de pista "de bonificaciones en Guante" (Vivo en Brixton As 29/6/83) (cuando pista 25).
- En el embalaje exterior, "Hand in Glove", "That Joke Isn't Funny Anymore" y "Last Night I Dream That Somebody Loved Me" no está claro si son versiones de sencillo o editadas. También,  hay varios errores con respecto a las longitudes de canciones seguras (por ejemplo, "Justo no Lo Has Ganado Todavía, la criatura" está listada cuando siendo 4:03 en longitud cuándo  es de hecho 3:35).
- "You Just Haven't Earned It Yet, Baby" es una versión ligeramente más lenta  que la anteriormente lanzada. Según una entrevista posted encima Johnny Marr  homepage con mastering ingeniero Frank Arkwright, "[W]e sacó el varispeed del original liberar cuál  pensé era demasiado rápido ..."[4]